# Saison 2005 de l'équipe cycliste Discovery Channel
L'équipe cycliste Discovery Channel participait en 2005 au ProTour nouvellement créé.

## Préparation de la saison 2005

### Arrivées et départs
| Arrivées          | Équipe 2004                  |
| ----------------- | ---------------------------- |
| Fumiyuki Beppu    | Vélo-Club La Pomme Marseille |
| Volodymyr Bileka  | Landbouwkrediet-Colnago      |
| Janez Brajkovič   | Krka-Adria Mobil             |
| Tom Danielson     | Fassa Bortolo                |
| Roger Hammond     | MrBookmaker.com-Palmans      |
| Leif Hoste        | Lotto-Domo                   |
| Jason McCartney   | Health Net-Maxxis            |
| Yaroslav Popovych | Landbouwkrediet-Colnago      |
| Hayden Roulston   | Cofidis                      |
| Paolo Savoldelli  | T-Mobile                     |

| Départs            | Équipe 2005            |
| ------------------ | ---------------------- |
| Damon Kluck        | ??                     |
| Kenny Labbe        | ??                     |
| Floyd Landis       | Phonak Hearing Systems |
| Victor Hugo Peña   | Phonak Hearing Systems |
| José Daniel Rincón | ??                     |
| Robbie Ventura     | ??                     |
| David Zabriskie    | CSC                    |

## Effectif
| Effectif 2005                       | Effectif 2005     | Effectif 2005 | Effectif 2005                          |
| Cycliste                            | Date de naissance | Pays          | Équipe précédente                      |
| ----------------------------------- | ----------------- | ------------- | -------------------------------------- |
| Lance Armstrong                     | 18 septembre 1971 | États-Unis    | Cofidis-Le Crédit par Téléphone (1997) |
| José Azevedo                        | 19 septembre 1973 | Portugal      | ONCE-Eroski (2003)                     |
| Michael Barry                       | 18 décembre 1975  | Canada        | Saturn Cycling Team (2001)             |
| Manuel Beltrán                      | 28 mai 1971       | Espagne       | Team Coast (2003)                      |
| Fumiyuki Beppu                      | 10 avril 1983     | Japon         | Vélo-Club La Pomme Marseille (2004)    |
| Volodymyr Bileka                    | 6 février 1979    | Ukraine       | Landbouwkrediet-Colnago (2004)         |
| Janez Brajkovič (25 juill.–31 déc.) | 18 décembre 1983  | Slovénie      |                                        |
| Michael Creed                       | 8 janvier 1981    | États-Unis    | Prime Alliance (2003)                  |
| Antonio Cruz                        | 31 octobre 1971   | États-Unis    | Saturn Cycling Team (2000)             |
| Tom Danielson                       | 13 mars 1978      | États-Unis    | Fassa Bortolo (2004)                   |
| Stijn Devolder                      | 29 août 1979      | Belgique      | Vlaanderen-T-Interim (2003)            |
| Viatcheslav Ekimov                  | 4 février 1966    | Russie        | Amica Chips-Costa de Almeria (1999)    |
| Roger Hammond                       | 30 janvier 1974   | Royaume-Uni   | Mr Bookmaker.com-Palmans (2004)        |
| Ryder Hesjedal                      | 9 décembre 1980   | Canada        | Rabobank GS3 (2003)                    |
| George Hincapie                     | 29 juin 1973      | États-Unis    | Motorola (1996)                        |
| Leif Hoste                          | 17 juillet 1977   | Belgique      | Lotto-Domo (2004)                      |
| Benoît Joachim                      | 14 janvier 1976   | Luxembourg    | De Nardi (1998)                        |
| Jason McCartney                     | 3 septembre 1973  | États-Unis    | Health Net-Maxxis (2004)               |
| Jonathan Patrick McCarty            | 24 janvier 1982   | États-Unis    |                                        |
| Guennadi Mikhailov                  | 8 février 1974    | Russie        | Lotto-Adecco (2002)                    |
| Benjamín Noval                      | 23 janvier 1979   | Espagne       | Colchon Relax - Fuenlabrada (2003)     |
| Pavel Padrnos                       | 17 décembre 1970  | Tchéquie      | Saeco (2001)                           |
| Yaroslav Popovych                   | 4 janvier 1980    | Ukraine       | Landbouwkrediet-Colnago (2004)         |
| José Luis Rubiera                   | 27 janvier 1973   | Espagne       | Kelme-Costa Blanca (2000)              |
| Paolo Savoldelli                    | 7 mai 1973        | Italie        | T-Mobile (2004)                        |
| Jurgen Van den Broeck               | 1 février 1983    | Belgique      | Quick Step-Davitamon-Latexco (2003)    |
| Max van Heeswijk                    | 2 mars 1973       | Pays-Bas      | Domo-Farm Frites (2002)                |
|                                     |                   |               |                                        |
| Source : UCI                        |                   |               |                                        |

## Victoires
| Date       | Course                                         | Pays        | Classe | Vainqueur                |
| ---------- | ---------------------------------------------- | ----------- | ------ | ------------------------ |
| 27/02/2005 | Kuurne-Bruxelles-Kuurne                        | Belgique    | 1.1    | George Hincapie          |
| 31/03/2005 | 4e étape des Trois Jours de La Panne           | Belgique    | 2.HC   | Viatcheslav Ekimov       |
| 31/03/2005 | Classement général des Trois Jours de La Panne | Belgique    | 2.HC   | Stijn Devolder           |
| 23/04/2005 | 5e étape du Tour de Géorgie                    | États-Unis  | 2.1    | Tom Danielson            |
| 24/04/2005 | Classement général du Tour de Géorgie          | États-Unis  | 2.1    | Tom Danielson            |
| 19/05/2005 | 11e étape du Tour d'Italie                     | Italie      | PT     | Paolo Savoldelli         |
| 22/05/2005 | Classement général du Tour de Catalogne        | Espagne     | PT     | Yaroslav Popovych        |
| 29/05/2005 | Classement général du Tour d'Italie            | Italie      | PT     | Paolo Savoldelli         |
| 05/06/2005 | Prologue du Critérium du Dauphiné libéré       | France      | PT     | George Hincapie          |
| 12/06/2005 | 7e étape du Critérium du Dauphiné libéré       | France      | PT     | George Hincapie          |
| 07/07/2005 | 4e étape du Tour de France (CLM Équipe)        | France      | PT     | Équipe Discovery Channel |
| 08/07/2005 | 5e étape du Tour d'Autriche                    | Autriche    | 2.1    | Michael Barry            |
| 17/07/2005 | 15e étape du Tour de France                    | France      | PT     | George Hincapie          |
| 20/07/2005 | 17e étape du Tour de France                    | France      | PT     | Paolo Savoldelli         |
| 23/07/2005 | 20e étape du Tour de France                    | France      | PT     | Lance Armstrong          |
| 24/07/2005 | Classement général du Tour de France           | France      | PT     | Lance Armstrong          |
| 04/08/2005 | 1re étape de l'Eneco Tour                      | Belgique    | PT     | Max van Heeswijk         |
| 08/08/2005 | 5e étape de l'Eneco Tour                       | Belgique    | PT     | Max van Heeswijk         |
| 28/08/2005 | Grand Prix de Plouay                           | France      | PT     | George Hincapie          |
| 31/08/2005 | 2e étape du Tour de Grande-Bretagne            | Royaume-Uni | 2.1    | Roger Hammond            |
| 02/09/2005 | 7e étape du Tour d'Espagne                     | Espagne     | PT     | Max van Heeswijk         |

## Classement UCI ProTour

### Individuel
| Rang | Coureur               | Points |
| ---- | --------------------- | ------ |
| 5    | Lance Armstrong       | 139    |
| 10   | George Hincapie       | 129    |
| 21   | Paolo Savoldelli      | 92     |
| 36   | Yaroslav Popovych     | 65     |
| 61   | Leif Hoste            | 35     |
| 81   | Tom Danielson         | 26     |
| 121  | Manuel Beltrán        | 10     |
| 121  | Jurgen Van den Broeck | 10     |
| 136  | Max van Heeswijk      | 5      |
| 164  | Volodymyr Bileka      | 1      |
| 164  | José Luis Rubiera     | 1      |

### Équipe
L'équipe Discovery Channel a terminé à la 8e place avec 274 points.